# مالك بلخا الخلجي
وكان مالك بلخا الخلجي حاكم البنغال خلال 1230 – 1231 تحت حكم سلطان دلهي شمس الدين التتمش.

## التاريخ
بلخا هو ابن غياث الدين عواج الخلجي. بعد وفاة علاء الدين دولة شاه الخلجي، استولى بلخا على عرش البنغال. بلخا نصب نفسه على أنه حاكم البنغال المستقل. لكن السلطان شمس الدين التتمش قام مرة أخرى بغزو البنغال في عام 1231. تم القبض على بلخا وقتل في وقت لاحق. وهكذا انتهى حكم السلالة الخلجية في البنغال .